# Stenalia testacea
Stenalia testacea là một loài bọ cánh cứng trong họ Mordellidae. Loài này được Fabricius miêu tả khoa học năm 1787.